# Roh (groupe)
Pour les articles homonymes, voir Roh.
Roh est un groupe allemand de rock, originaire de Hambourg.

## Histoire
Le trio Roh est composé de musiciens expérimentés. Avant de rejoindre le groupe, Lukas Hilbert, sous le nom de Hauden, forme avec son frère Kieran le groupe de hard rock Hauden & Lukas et d'un autre côté accompagne Udo Lindenberg. Il sortit des albums en tant qu'artiste solo sous son prénom. Carsten Pape connut du succès avec Clowns & Helden, groupe de la Neue Deutsche Welle à la fin des années 1980.
Roh sort trois albums très différents. Le premier album Wie krieg ich die Zeit bis zu meiner Beerdigung rum (en français Comment puis-je passer le temps jusqu'à mes funérailles), sorti en 1996, est un album assez typique d'un groupe de rock. L'album contient entre autres la chanson Heut ist mein Tag, que Blümchen reprendra plus tard dans une version techno, ainsi que des chansons sur la mort, le chocolat et The Kelly Family. Le groupe fait une tournée à l'automne 1997.
Deux ans plus tard, l'album Was viele nicht zu singen wagten (en français Ce que beaucoup n'ont pas osé chanter), qui met principalement en musique le courrier des lecteurs du magazine pour adolescents Bravo (de), fait sensation à cause d'une chanson sur la masturbation. Le groupe apparaît à plusieurs reprises à la télévision, comme MTV.
Deux ans plus tard, le dernier album du combo hambourgeois sort. Rohmantisch est entrecoupé de chansons d'amour, dont la classique de Clowns & Heroes, Ich liebe dich, qui est reprise par Lukas.
En 2000, Roh apparaît comme groupe d'accompagnement de Lotto King Karl lors de la sélection de l'Allemagne au Concours Eurovision de la chanson 2000 avec la chanson Fliegen. Il s'agit d'un remerciement, car Lotto King Karl avait donné dix marks à chaque personne du public des concerts de Roh pour regarder le concert. En retour, Roh écrivit cette chanson et joua des instruments. Après une tournée avec Peter Maffay, le groupe se sépare.
Carsten Pape continue ensuite de collaborer avec Lotto King Karl. Lukas Hilbert travaille pendant un certain temps avec Lotto King Karl, mais reprendra à nouveau sa carrière solo.

## Discographie
- 1996 : Wie krieg ich die Zeit bis zu meiner Beerdigung noch rum (WEA Records)
- 1998 : Was viele nicht zu singen wagten (Mega)
- 2000 : Rohmantisch (BMG)